# Classificação da Biblioteca do Congresso: Classe B, subclasse BR - Cristianismo
Subclasse BR: Cristianismo é uma classificação usada pelo sistema de Classificação da Biblioteca do Congresso em Classe B - Filosofia, Psicologia, Religião. Este artigo descreve subclasse BR.

## Conteúdo
BR
1-1725..........Cristianismo
60-67..........Literatura cristã primitiva. Padres da Igreja, etc.
115..........Cristianismo em relação a temas especiais
130-133.5..........Antiguidades cristãs. Arqueologia. Museus
140-1510..........História do Cristianismo
160-481..........Por período
160-275..........Primitiva e medieval
280..........Renascimento. Renascença e Reforma
290-481..........Período moderno
323.5-334.2..........Martin Luther
500-1510..........Por região ou país
1600-1609..........Perseguição. Mártir
1609.5..........Dissidência
1610..........Tolerância e tolerar
1615-1617..........Liberalismo
1620..........Sacrilégio (História)
1690-1725..........Biografia